# Neuilly-l'Évêque
Neuilly-l'Évêque är en kommun i departementet Haute-Marne i regionen Grand Est (tidigare regionen Champagne-Ardenne) i nordöstra Frankrike. Kommunen ligger i kantonen Neuilly-l'Évêque som tillhör arrondissementet Langres. År 2022 hade Neuilly-l'Évêque 591 invånare.

## Befolkningsutveckling
Antalet invånare i kommunen Neuilly-l'Évêque
| Referens: INSEE |